# أعلى الجمهة (يافع)

تعديل مصدري - تعديل

أعلى الجمهة هي إحدى قرى عزلة لبعوس بمديرية يافع التابعة لمحافظة لحج، بلغ تعداد سكانها 24 نسمة حسب تعداد اليمن لعام 2004.